# Steve Grilli
Pour les articles homonymes, voir Grilli.
Stephen Joseph Grilli (né le 2 mai 1949 à Brooklyn, New York, États-Unis) est un ancien lanceur droitier de baseball.
Il évolue dans la Ligue majeure de baseball pour les Tigers de Détroit de 1975 à 1977 et pour les Blue Jays de Toronto en 1979. En 70 matchs joués dans les majeures, dont 68 comme lanceur de relève, il présente une moyenne de points mérités de 4,51 en 147 manches et deux tiers lancées.
Dans les ligues mineures avec les Red Wings de Rochester en 1981, Steve Grilli est le lanceur perdant du plus long match de baseball professionnel jamais joué, lorsqu'il entre en jeu en 33e manche et accorde le point qui donne aux Red Sox de Pawtucket une victoire de 3-2. La casquette que Grilli portait lors de ce match historique est exposée au musée du Temple de la renommée du baseball.
Steve Grilli est le père du joueur de baseball professionnel Jason Grilli, aussi lanceur.